# Фирсовка (река)
Фирсовка — река в России, на острове Сахалин. Длина реки — 25 км. Площадь водосборного бассейна — 191 км². Протекает по Долинскому городскому округу Сахалинской области.
Берёт начало между горами Лобаса и Победа Долинского хребта. Течёт в общем северном направлении в межгорной котловине, поросшей пихтой и берёзой. Впадает в залив Терпения.
В устье находится село Фирсово. Основной приток — Корица, впадает слева.

## Данные водного реестра
По данным государственного водного реестра России относится к Амурскому бассейновому округу.
Код объекта в государственном водном реестре — 20050000212118300005475.